# 阿薩姆普森 (伊利諾伊州)
阿薩姆普森（英語：Assumption）是一個位於美國伊利諾伊州克里斯蒂安縣的城市。

## 地理
阿薩姆普森的座標為39°31′10″N 89°02′57″W / 39.51944°N 89.04917°W，而該地的平均海拔高度為196米（即642英尺）。

## 人口
根據2010年美國人口普查的數據，阿薩姆普森的面積為2.28平方千米，當中陸地面積為2.28平方千米，而水域面積為0.00平方千米。當地共有人口1168人，而人口密度為每平方千米512.28人。